# ألاستير سبينس
ألاستير سبينس (بالإنجليزية: Alastair Spence)‏ هو طبيب تخدير بريطاني، ولد في 1936، وتوفي في 2015.